# 蒙特利尔德国人协会
蒙特利尔德国人协会 (法语: Société allemande de Montréal; 德语: Deutsche Gesellschaft zu Montreal) 是一个以蒙特利尔为主肩负着发展蒙特利尔地区德语和德国文化 的促进蒙特利尔所有原住民健康和福利发展的非营利性的组织。 这个协会在1835年被一群德国商人和教授作为一个团体而创立 并通过了通过一份1865年Province of Canada的公共法案 Act to incorporate the German Society of Montreal,如今，这个协会在蒙特利尔的德国人圈子里是一个重要的社会文化公共机构。

## 当前任务
德国人协会的任务多年以来一直在发展。虽然这个协会最初成立是为了对来到蒙特利尔（及加拿大）的德国移民提供支持, 现在这个协会支持所有不论来自何方的蒙特利尔人。如今,这个协会同样为了支持蒙特利尔的德国文化，传统和语言而工作,通过工作使得在蒙特利尔的不同团体比如Alexander von Humboldt Schule Montréal 和蒙特利尔Goethe-Institut联系起来。完整的任务清单有四个要点。
3.1  To bring together the German community and any having an interest in the community and to build bridges with other German institutions and associations.
3.2  To foster the German language and cultural heritage and, in general, be supportive of efforts to enhance the knowledge and appreciation of German language and culture in its diversity, evolution throughout history and manifestations in North America.
3.3  To aid needy members and other persons, who, because of failing health, misfortune or adverse circumstances, require help.

3.4  To support projects of other Canadian charitable organizations [...] in the Greater Montreal area whose objectives are such that participation or contributions by the Society would be considered a meaningful extension of the Society's own work. [...]——Article 3.0

## 历史

### 1835-1850年代: 早期
在1835年三月的一个私人会议之后，由Dr. Daniel Arnoldi在其他人之中创立, 1835年4月21日蒙特利尔德国人协会在the Hotel Nelson正式创立。 成立这个协会最初的目的是为了帮助蒙特利尔的德国少数派发声并支持任何一位德国原住民和那些带着“建议，信息和[对他们]有需要的援助”的人” (Gürttler, 1985, p. 3). 在第一次常务会议上，81位创始成员推举Louis Gugy (当时的蒙特利尔警长)作为协会的第一任主席
在协会的历史中，协会的领导和成员的分类中有像屠夫那样的社会工人也有像律师，政客，商人，医生和外交官那样的专业人士。
从很早的时候起，协会就和与其相似的帮助新来的人的组织关系密切，像英国人的St. George’s Society of Montreal，苏格兰人的St. Andrew’s Society of Montreal和爱尔兰人的St. Patrick's Society of Montreal这些同时期创立的组织。在Rebellions of 1837之前,协会和蒙特利尔的其他国家协会被认为更倾向于英国这边。随着时间过去，德国人协会慢慢开始选择站在一个中立的立场。

### 1850-1880年代: 移民潮
蒙特利尔对于来到北美的欧洲移民来说是一个重要的港口。尽管大批德国人（还有其他欧洲人）来到蒙特利尔，但并没有太多人在这座城市久留：他们中的大多数去到了加拿大的西部或者美国。然而,德国人协会在欢迎德国移民并帮助他们在这座城市安顿下来这方面扮演着一个重要角色。伴随着协会支持在蒙特利尔的德国人群体的福利这个目标，这个协会在1850年代同样帮助开办了一个德语教堂。

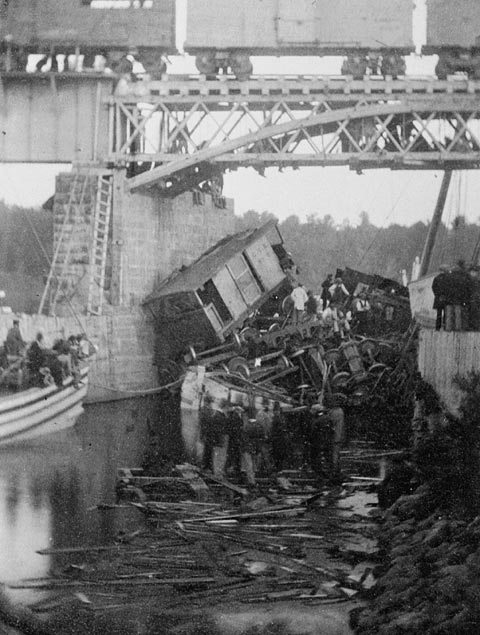
圣希莱尔的火车事故

1864年6月26日, 几个德国人协会的会员协助了圣希莱尔火车事故的主要救援工作。一辆载着467名乘客的Grand Trunk Railway火车, 车上有许多的德国新移民, 从一座开启桥的开口跌落，掉进了黎塞留河。九十九名乘客和乘务员在这场事故中失去了他们的生命。在这场悲剧过后,协会主持了蒙特利尔皇家山墓地一座纪念馆的修建工作。.
在1865年，蒙特利尔德国人协会被Parliament of the Province of Canada正式承认其协会的地位。 在1865年3月18日Act to incorporate the German Society of Montreal得到了御准。
1860年到1870年间从欧洲来到加拿大的大规模移民增加了协会帮助有需要的移民这个慈善使命。许多来到蒙特利尔的移民没有物质上的财产去支持他们自身的生存，尽管他们猜测加拿大政府会把他们在这个村庄安顿好，结果事实并非如此。协会在帮助那些新近来到蒙特利尔港的带着他们的紧急需求的德国移民方面扮演了一个重要角色,通过帮助者以及帮他们找工作和住所来支持他们。与不同的火车轮船公司的良好关系使得协会可以帮助那些希望去到更远的西部的德国人谈判从而得到票价优惠。在普法战争 (一场对北美巨大的移民潮作出贡献的战争) 期间和之后，德国人协会的救灾工作同样被德国人控制去帮助寡妇和孤儿。
认识到这一问题之后,德国人协会和其他组织共同推动政府实施了更严厉的移民政策来阻止那些没有生计来支持他们自己的人的移民。在1868年,加拿大政府采纳了一项legislation and an order-in-council决议去约束那些有充足生计移民的人。新政策有限地实施,以及欧洲移民局的腐败行为促使社会在德国报纸上刊登竞选活动，并且通过在蒙特利尔的德国总领事馆，它同样使德国的政府采取行动来对付那些没有自给自足能力的人移民到加拿大的移民潮。

#### 马尼托巴（Manitoba）计划 (1872-1874)
在土地测量师Wilhelm Wagner （页面存档备份，存于）的领导下(1867-1870年间德国人协会主席),德国人协会得到授权在马尼托巴的一个半镇区内完成他们在那个省建立一个德国人协会的目标。联邦政府的许可使协会在头一年招募到了五十名成员，并且之后每年都有100名成员加入并在镇区安顿下来。Efforts of the Society and Wagner to promote immigration to Manitoba included the publishing of information brochures in German and a reduction of transportation fares. Nevertheless, the Society failed to meet its obligations, and the Surveyor General of Canada informed the Society in the fall of 1874 that the government would reclaim the townships, which due to changes in the political climate, the Hudson’s Bay Company became interested in. The Society put to rest the Manitoba Project.